# Graben, Steuerberg
Graben je naselje v Občini Steuerberg v Okraju Trg na Koroškem v Avstriji.